# ميشيل ميسونوف
ميشيل ميسونوف (باليونانية: Μιχάλης Μισούνοφ)‏ مواليد 1964 في موسكو، هو لاعب كرة سلة يوناني سابق. بدأ مسيرته الاحترافية في سنة 1986. اعتزل اللعب في 2001.

## المسيرة الاحترافية
لعب مع نادي شيبينيك لكرة السلة في موسم 1986–1987، ثم لعب مع نادي أريس لكرة السلة من سنة 1988 إلى 1997، ثم لعب مع نادي إراكليس سالونيك لكرة السلة في موسم 1997–1998، ثم لعب مع منز سانا 1871 باسكت في موسم 1998–1999.

## روابط خارجية
- ميشيل ميسونوف على موقع كرة السلة الأوروبية.كوم (الإنجليزية)